# 原民風味館

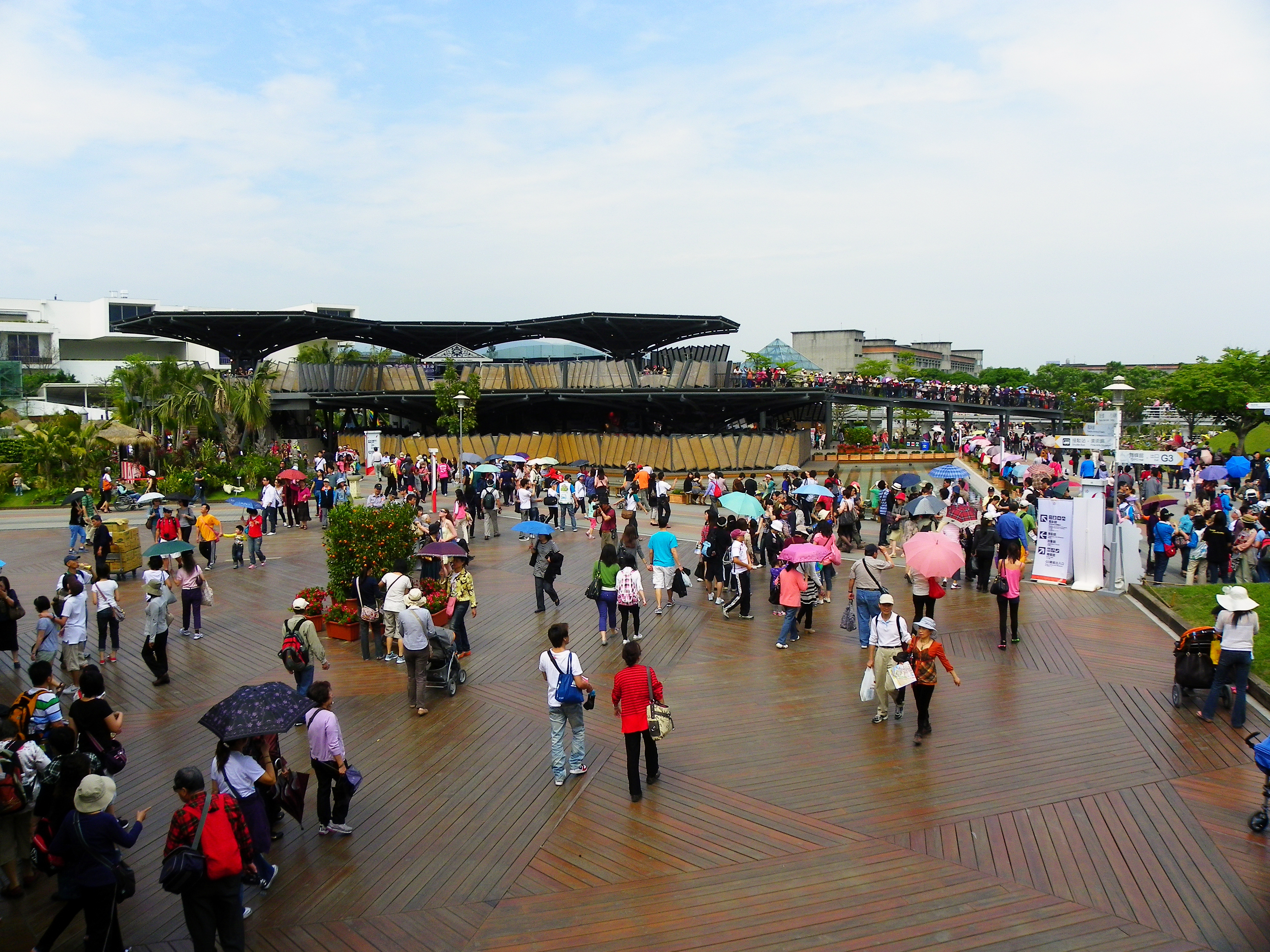
風味館

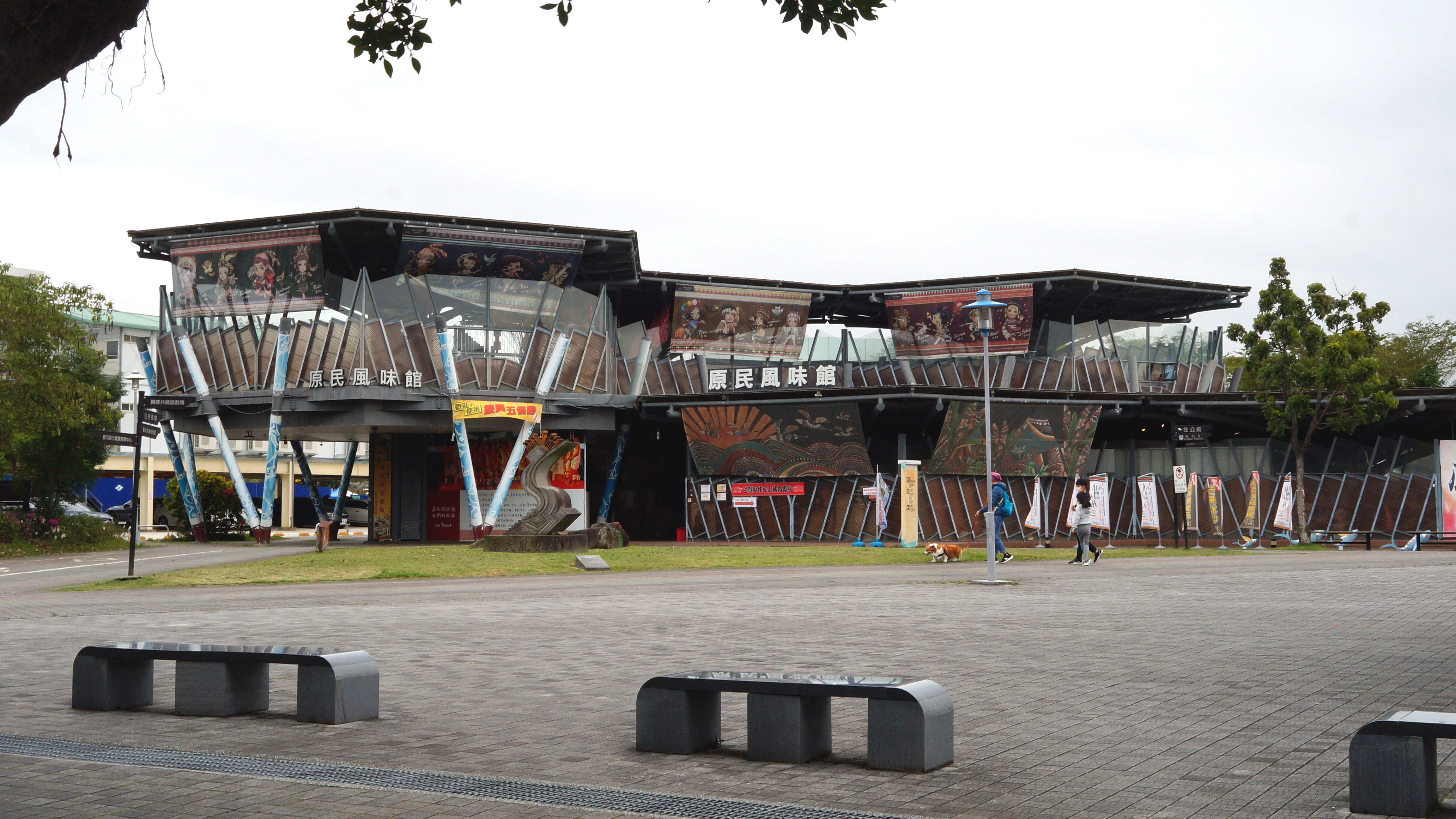
原民風味館

風味館，位於台北市花博公園美術園區，曾作為2010年台北國際花卉博覽會展館，花博結束後由臺北市政府原住民族事務委員會建置原民風味館。2022年4月30日結束營運，2023年配合臺北市立美術館擴建工程而拆除。

## 建物問題
本館原供舉辦於秋、冬、春三季舉辦的花卉博覽會使用，故未設置空調，為半開放式的空間，利用自然的通風。也因此，館舍於白天或夏季時，會變得很悶熱；因館舍位於臺北松山機場航道下方，噪音問題會影響到場地的使用。

## 地理位置
本館位於台北市中山區花博公園─美術公園寰宇庭園區中間，北邊有臺北市立美術館與迎客坊，南邊與舞蝶館相望。

## 外部連結
- 原民風味館的Facebook專頁